# Mihaly Fadlallah el Hedad
Mihaly Fadlallah el Hedad (ou Mihály Fadlallah Hedad) est un hippologue et éleveur de chevaux, fils du sheik d'une tribu nomade syrienne, qui a émigré en cachette en accompagnant le général de cavalerie austro-hongrois Brudermann en 1852. Il suit ensuite des études à l'école militaire du haras de Bábolna, dont il finit par prendre la tête en 1893. Mihaly Fadlallah el Hedad a rédigé plusieurs comptes rendus de ses voyages d'achat de chevaux en Syrie.

## Histoire
Mihaly Fadlallah el Hedad naît vraisemblablement à Betshabab, en Syrie (Liban actuel), en 1843. Il rencontre le général de cavalerie Brudermann lors de son expédition d'achat de chevaux en Syrie, en 1852. Ce dernier a acquis des animaux auprès d'une tribu nomade, mais constate au moment d'embarquer ces chevaux qu'un des entiers est accompagné d'un jeune garçon syrien qui refuse de s'en séparer. Il s'agit du fils du sheikh de la tribu auprès de laquelle Brudermann vient de conclure un achat.
Mihaly Fadlallah el Hedad embarque sur le bateau avec les militaires austro-hongrois. Il est alors commis palefrenier, pour s'occuper des animaux. Les responsables de Bábolna constatant que ce garçon est brillant et intelligent, il est baptisé et suit des études à l'école militaire.
Commissionné par l'Armée en 1865, il gravit progressivement les échelons de la hiérarchie et travaille dans différents haras austro hongrois, dont celui de Mezőhegyes, jusqu'à être nommé Commandant du haras de Bábolna en 1893. Il y reste en service militaire jusqu'en 1913. Au moment de sa retraite, il a le grade de général divisionnaire. Il continue d'habiter au haras jusqu'à sa mort, survenue en 1924.

## Voyages d'achat
Mihaly Fadlallah el Hedad a mené plusieurs expéditions d'achat de chevaux en Syrie et plus largement au Proche-Orient, au cours de sa carrière militaire,.
En 1885, il choisit un étalon arabe de robe noire pour l'élevage, O'Bajan,,,. Le cheval est acquis auprès de la tribu bédouine Denedzik. D'après l'explorateur Guillaume Capus, son prix d'achat est de 40 000 florins. Erika Schiele considère O'Bajan comme l'un des meilleurs étalons jamais importés vers la Hongrie.
Durant ce même voyage d'achat, il acquiert l'étalon Koheilan Ajuze, qui deviendra lui aussi un chef de lignée.

## Hommages
Mihaly Fadlallah est considéré comme le plus important éleveur de toute l'histoire de la race du Shagya. Il est réputé pour son exceptionnelle habilité d'hippologue, et pour la fiabilité de son jugement dans les choix de chevaux reproducteurs. Il a hissé l'exigence de sélection des chevaux à un niveau exceptionnel.